# Tour de France 2016/9. Etappe
Die 9. Etappe der Tour de France 2016 wurde am 10. Juli 2016 ausgetragen, 197 Fahrer gingen an den Start. Die Bergetappe führte über 184,5 Kilometern von Vielha e Mijaran nach Andorra Arcalis. Es gab eine Bergwertung der 2., drei der 1. und eine der Hors Catégorie sowie einen Zwischensprint in Andorra la Vella nach 138 Kilometern. Die Etappe begann in Spanien und endete in Andorra.

## Rennverlauf
Während der Fahrt zum Gipfel des Port de la Bonaigua (bei 19 Kilometern) kam es ständig zu Attacken und neuen Gruppenbildungen. Die Gruppe um den Träger des Gelben Trikots, Christopher Froome, lag etwa eine Minute hinter der Rennspitze, einer Gruppe mit etwa 20 Fahren. Der Vorsprung dieser Ausreißergruppe zum Peloton betrug zu Beginn des Anstiegs zum Port del Cantò drei Minuten und steigerte sich danach auf über zehn Minuten.
Thomas De Gendt (LTS) fuhr aus der Ausreißergruppe heraus und sicherte sich mit einigen Sekunden Abstand die meisten Punkte bei der Bergwertung am Côte de la Comella, er konnte anschließend seinen Vorsprung ausbauen und ging als Erster mit einem Abstand von 40 Sekunden in den Anstieg zum Col de Beixalis. Doch dann brach er ein und wurde von der folgenden Gruppe aus neun Fahrern überholt, die sich kurz darauf auf zehn Fahrer erhöhte: Thibaut Pinot (FDJ), Mathias Frank (IAM), George Bennett (TLJ), Rafał Majka (TNK), Daniel Navarro (COF), Tom Dumoulin (TGA), Diego Rosa (AST), Winner Anacona (MOV), Jesús Herrada (MOV) und Rui Costa (LAM). Der Abstand des Peloton zur Spitze betrug nur noch acht Minuten.
In der Spitzengruppe gab es viele Attacken kurz vor dem Anstieg nach Andorra Arcalis, doch nur Tom Dumoulin (TGA) gelang es die Gruppe zu verlassen und anschließend einen Vorsprung auf regennasser Straße von etwa einer Minute herauszufahren. Später konnten erst Rui Costa (LAM) und dann auch Rafał Majka (TNK) ebenfalls ausreißen und sich gemeinsam hinter Tom Dumoulin (TGA) positionieren. 
Der Regen verstärkte sich und Hagel setzte ein, als fünf Kilometer vor dem Ziel die Attacken im Peloton zwischen Christopher Froome (SKY), Nairo Quintana (MOV) und weiteren Fahrern begannen. Die beiden und Adam Yates (OBE) erreichten zeitgleich die Ziellinie, zwei Sekunden später dann auch Daniel Martin (EQS), Richie Porte (BMC) und Jesús Herrada (MOV).
Beim Kampf ums Gelbe Trikot blieb der zeitliche Abstand zwischen Christopher Froome (SKY) und Nairo Quintana (MOV) (+ 23 s) unverändert, auch Adam Yates (OBE) (+ 16 s) konnte sich nicht verbessern, während sich der Abstand von Daniel Martin (EQS) (+ 19 s) zur Spitze um zwei Sekunden vergrößerte.  
Bei den Punktewertungen für das Grüne Trikot konnte sich Peter Sagan (TNK) weiter auf den Führenden Mark Cavendish (DDD) verbessern. Beim Kampf ums Bergtrikot gelang es Thibaut Pinot (FDJ) 50 Punkte hinzu zu gewinnen und somit an erster Stelle zu stehen, Rafał Majka (TNK) nun knapp dahinter und der Etappensieger Tom Dumoulin (TGA) konnte sich an dritter Stelle positionieren. Er wurde zum kämpferischsten Fahrer dieser Etappe von der Jury bestimmt.
Bei der Mannschaftswertung verbesserte sich das Movistar Team vom dritten auf den ersten Platz.

## Punktewertungen
| Zwischensprint in Andorra la Vella nach 138,0 km auf 998 m |             |                         |         |
| 1.                                                         | Slowakei    | Peter Sagan (TNK)       | 20 Pkt. |
| 2.                                                         | Belgien     | Thomas De Gendt (LTS)   | 17 Pkt. |
| 3.                                                         | Niederlande | Stef Clement (IAM)      | 15 Pkt. |
| 4.                                                         | Polen       | Rafał Majka (TNK)       | 13 Pkt. |
| 5.                                                         | Italien     | Diego Rosa (AST)        | 11 Pkt. |
| 6.                                                         | Spanien     | Jesús Herrada (MOV)     | 10 Pkt. |
| 7.                                                         | Frankreich  | Jérôme Coppel (IAM)     | 9 Pkt.  |
| 8.                                                         | Frankreich  | Alexis Vuillermoz (ALM) | 8 Pkt.  |
| 9.                                                         | Frankreich  | Nicolas Edet (COF)      | 7 Pkt.  |
| 10.                                                        | Frankreich  | Thibaut Pinot (FDJ)     | 6 Pkt.  |
| 11.                                                        | Frankreich  | Tony Gallopin (LTS)     | 5 Pkt.  |
| 12.                                                        | Niederlande | Tom Dumoulin (TGA)      | 4 Pkt.  |
| 13.                                                        | Portugal    | Rui Costa (LAM)         | 3 Pkt.  |
| 14.                                                        | Kolumbien   | Winner Anacona (MOV)    | 2 Pkt.  |
| 15.                                                        | Spanien     | Daniel Navarro (COF)    | 1 Pkt.  |

| Etappenziel in Andorra Arcalis nach 184,5 km auf 2240 m |                        |                      |         |
| 1.                                                      | Niederlande            | Tom Dumoulin (TGA)   | 20 Pkt. |
| 2.                                                      | Portugal               | Rui Costa (LAM)      | 17 Pkt. |
| 3.                                                      | Polen                  | Rafał Majka (TNK)    | 15 Pkt. |
| 4.                                                      | Spanien                | Daniel Navarro (COF) | 13 Pkt. |
| 5.                                                      | Kolumbien              | Winner Anacona (MOV) | 11 Pkt. |
| 6.                                                      | Frankreich             | Thibaut Pinot (FDJ)  | 10 Pkt. |
| 7.                                                      | Neuseeland             | George Bennett (TLJ) | 9 Pkt.  |
| 8.                                                      | Italien                | Diego Rosa (AST)     | 8 Pkt.  |
| 9.                                                      | Schweiz                | Mathias Frank (IAM)  | 7 Pkt.  |
| 10.                                                     | Vereinigtes Konigreich | Adam Yates (OBE)     | 6 Pkt.  |
| 11.                                                     | Vereinigtes Konigreich | Chris Froome (SKY)   | 5 Pkt.  |
| 12.                                                     | Kolumbien              | Nairo Quintana (MOV) | 4 Pkt.  |
| 13.                                                     | Australien             | Richie Porte (BMC)   | 3 Pkt.  |
| 14.                                                     | Irland                 | Daniel Martin (EQS)  | 2 Pkt.  |
| 15.                                                     | Spanien                | Jesús Herrada (MOV)  | 1 Pkt.  |

## Bergwertungen
| Port de la Bonaigua Kategorie 1 nach 19,0 km auf 2072 msnm 13,7 km bei 6,1 % |             |                       |         |
| 1.                                                                           | Frankreich  | Thibaut Pinot (FDJ)   | 10 Pkt. |
| 2.                                                                           | Belgien     | Thomas De Gendt (LTS) | 8 Pkt.  |
| 3.                                                                           | Polen       | Rafał Majka (TNK)     | 6 Pkt.  |
| 4.                                                                           | Niederlande | Stef Clement (IAM)    | 4 Pkt.  |
| 5.                                                                           | Spanien     | Jesús Herrada (MOV)   | 2 Pkt.  |
| 6.                                                                           | Neuseeland  | George Bennett (TLJ)  | 1 Pkt.  |

| Port del Cantò Kategorie 1 nach 87,5 km auf 1721 msnm 19 km bei 5,4 % |             |                         |         |
| 1.                                                                    | Belgien     | Thomas De Gendt (LTS)   | 10 Pkt. |
| 2.                                                                    | Frankreich  | Thibaut Pinot (FDJ)     | 8 Pkt.  |
| 3.                                                                    | Polen       | Rafał Majka (TNK)       | 6 Pkt.  |
| 4.                                                                    | Italien     | Diego Rosa (AST)        | 4 Pkt.  |
| 5.                                                                    | Niederlande | Stef Clement (IAM)      | 2 Pkt.  |
| 6.                                                                    | Frankreich  | Alexis Vuillermoz (ALM) | 1 Pkt.  |

| Côte de la Comella Kategorie 2 nach 143,0 km auf 1347 m 4,2 km bei 8,2 % |            |                       |        |
| 1.                                                                       | Belgien    | Thomas De Gendt (LTS) | 5 Pkt. |
| 2.                                                                       | Italien    | Diego Rosa (AST)      | 3 Pkt. |
| 3.                                                                       | Frankreich | Thibaut Pinot (FDJ)   | 2 Pkt. |
| 4.                                                                       | Polen      | Rafał Majka (TNK)     | 1 Pkt. |

| Col de Beixalis Kategorie 1 nach 157,0 km auf 1796 m 6,4 km bei 8,5 % |            |                      |         |
| 1.                                                                    | Frankreich | Thibaut Pinot (FDJ)  | 10 Pkt. |
| 2.                                                                    | Italien    | Diego Rosa (AST)     | 8 Pkt.  |
| 3.                                                                    | Neuseeland | George Bennett (TLJ) | 6 Pkt.  |
| 4.                                                                    | Schweiz    | Mathias Frank (IAM)  | 4 Pkt.  |
| 5.                                                                    | Kolumbien  | Winner Anacona (MOV) | 2 Pkt.  |
| 6.                                                                    | Polen      | Rafał Majka (TNK)    | 1 Pkt.  |

| Andorra Arcalis Kategorie H nach 184,5 km auf 2240 m 10,1 km bei 7,2 % |                        |                      |         |
| 1.                                                                     | Niederlande            | Tom Dumoulin (TGA)   | 50 Pkt. |
| 2.                                                                     | Portugal               | Rui Costa (LAM)      | 40 Pkt. |
| 3.                                                                     | Polen                  | Rafał Majka (TNK)    | 32 Pkt. |
| 4.                                                                     | Spanien                | Daniel Navarro (COF) | 28 Pkt. |
| 5.                                                                     | Kolumbien              | Winner Anacona (MOV) | 24 Pkt. |
| 6.                                                                     | Frankreich             | Thibaut Pinot (FDJ)  | 20 Pkt. |
| 7.                                                                     | Neuseeland             | George Bennett (TLJ) | 16 Pkt. |
| 8.                                                                     | Italien                | Diego Rosa (AST)     | 12 Pkt. |
| 9.                                                                     | Schweiz                | Mathias Frank (IAM)  | 8 Pkt.  |
| 10.                                                                    | Vereinigtes Konigreich | Adam Yates (OBE)     | 4 Pkt.  |

## Aufgaben
- Mark Renshaw (DDD), Etappe nicht beendet
- Alberto Contador (TNK), Etappe nicht beendet
- Cédric Pineau (FDJ), Etappe nicht beendet
- Matthieu Ladagnous (FDJ), Etappe nicht beendet